# 7311 Hildehan
7311 Hildehan eller 1995 TU är en asteroid i huvudbältet som upptäcktes 14 oktober 1995 av den amerikanske astronomen Dennis di Cicco i Sudbury Massachusetts. Den är uppkallad efter tre kvinnor i upptäckarens liv, Edith di Cicco (mor), Hilary F. Bennett (fru) och Hannah di Cicco (dotter).
Den tillhör asteroidgruppen Koronis.